# Snow White
Snow White er en amerikansk stumfilm fra 1916 af J. Searle Dawley.

## Medvirkende
- Dorothy Cumming som Dronning Brangomar.
- Creighton Hale som Florimond.
- Lionel Braham som Berthold.
- Alice Washburn.
- Marguerite Clark.